# Hydrillodes torsivena
Hydrillodes torsivena is een vlinder uit de familie van de spinneruilen (Erebidae). De wetenschappelijke naam van de soort is voor het eerst geldig gepubliceerd in 1895 door George Francis Hampson.